# Hyphozyma variabilis
Hyphozyma variabilis är en svampart. Hyphozyma variabilis ingår i släktet Hyphozyma, klassen Leotiomycetes, divisionen sporsäcksvampar och riket svampar.

## Underarter
Arten delas in i följande underarter:
- odora
- variabilis